# Cerocorticium
Cerocorticium Henn. – rodzaj grzybów z rodziny piórniczkowatych (Pterulaceae).

## Charakterystyka
Grzyby kortycjoidalne o owocniku rocznym, rozpostartym, rozproszonym, woskowatym. Powierzchnia hymenialna gładka, o barwie od żółtej do pomarańczowej. System strzępkowy monomityczny, strzępki generatywne szkliste, cienkościenne, ze sprzążkami. Cystyd brak. Podstawki duże, maczugowate, szeroko cylindryczne ze sprzążką u podstawy. Bazydiospory szkliste, gładkie, duże, mniej lub bardziej cienkościenne z wierzchołkiem o dość dużej średnicy, nieamyloidalne. Grzyby nadrzewne, saprotrofy.
Cerocorticium wyróżnia się głównie kolorem hymenium i dużymi, wąskoelipsoidalnymi lub prawie cylindrycznymi, cienkościennymi bazydiosporami.

## Systematyka i nazewnictwo
Pozycja w klasyfikacji według Index FungorumPterulaceae, Agaricales, Agaricomycetidae, Agaricomycetes, Agaricomycotina, Basidiomycota, Fungi.
Gatunki
- Cerocorticium calongei Tellería 1985
- Cerocorticium canariense Manjón & G. Moreno 1982
- Cerocorticium molle (Berk. & M.A. Curtis) Jülich 1975
- Cerocorticium roseolum (Parmasto) Jülich & Stalpers 1980
- Cerocorticium submolare (Parmasto) Jülich & Stalpers 1980
- Cerocorticium sulfureoisabellinum (Litsch.) Jülich & Stalpers 1980

Wykaz gatunków i nazwy naukowe na podstawie Index Fungorum.